# بيل نيوتن (سياسي)
بيل نيوتن (بالإنجليزية: Bill Newton)‏ هو سياسي أسترالي، ولد في 29 يوليو 1934 في بريزبان في أستراليا، وتوفي في 2 أغسطس 2015 في كابولتشر في أستراليا. حزبياً، نشط في الحزب الوطني الأسترالي في كوينزلاند ‏. وقد انتخب عضو المجلس التشريعي ولاية كوينزلاند.